# نیکیپه
نیکیپه (به یونانی: Νικίππη، با خوانش: Nicippe، Nikippe) نام چند زن در افسانه‌های یونان باستان است.
- نیکیپه یکی از پنجاه دختر تسپیوس و مگامده بود. او برای هرکول پسری به نام آنتی‌ماخوس را زایید.[۱]
- نیکیپه دختر پلوپس و هیپودامیا بود. او زن ستنلوس شد و آلکیونه، مدوسا و ائوروستئوس را زایید.[۲]